# Sherburn in Elmet

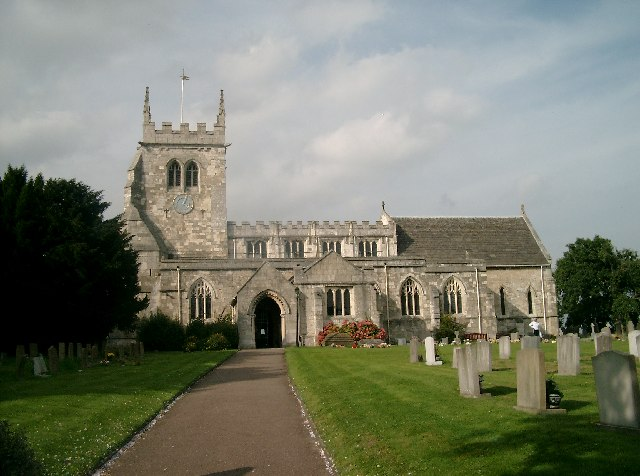
A Igreja de Todos os Santos de Sherburn in Elmet.

Sherburn in Elmet é uma cidade e paróquia civil do distrito de Selby, no condado de Yorkshire do Norte, Inglaterra. É um dos três locais da região a ser explicitamente associado ao antigo reino celta de Elmet (juntamente com Barwick-in-Elmet e Scholes-in-Elmet). A cidade tinha 6 221 habitantes pelo census de 2001.